# Tituss Burgess
Pour les articles homonymes, voir Burgess.
Tituss Burgess, né le 21 février 1979 à Athens (Géorgie) est un acteur et chanteur américain. Ténor, il a joué dans plusieurs comédies musicales à Broadway.
Il interprète l'un des rôles principaux de la série Unbreakable Kimmy Schmidt, pour lequel il a obtenu une nomination pour le Primetime Emmy Award du meilleur acteur dans un second rôle dans une série comique en 2015, 2016 et 2017. 

## Biographie
Enfant unique, Burgess grandit à Athens, dans l'État de Géorgie.
Après avoir suivi des cours de théâtre au lycée, il obtient un Bachelor of Arts en spécialité musique à l'Université de Géorgie.
Burgess est ouvertement homosexuel.
En 2018, il joue dans la comédie romantique La Liste de nos rêves de Peter Hutchings avec Asa Butterfield, Maisie Williams et Nina Dobrev.

## Filmographie

### Comme acteur

#### À la télévision
- 2011 : 30 Rock : D'Fwan
- 2012 : Blue Bloods : Un prêtre
- 2013 : Royal Pains : Kristoff
- 2015–2019 : Unbreakable Kimmy Schmidt : Titus Andromedon
- 2016 : Elena d'Avalor : Charoca (voix)
- 2017 : En coulisse avec Julie : Lui-même
- 2018 : Central Park : Lui-même
- 2019 : Miracle Workers : Le frère de Dieu
- 2019 : The Good Fight : Wade V
- 2020 : Unbreakable Kimmy Schmidt : Kimmy contre le révérend de Claire Scanlon (téléfilm) : Titus Andromedon

#### Au cinéma
- 2009 : The Battery's Down
- 2014 : Are You Joking? : Hank Trenton
- 2016 : Perfect Roast Potatoes (court-métrage) : Vincent
- 2016 : Angry Birds : Le Film : Photog (voix)
- 2016 : Catfight de Onur Tukel : John, le physiothérapeute
- 2017 : Les Schtroumpfs et le Village perdu : Schtroumpf vaniteux (voix)
- 2018 : Petits coups montés (Set It Up) : Tim
- 2018 : Departures
- 2018 : La Liste de nos rêves de Peter Hutchings : Julian
- 2019 : Dolemite Is My Name : Theodore Toney
- 2021 : Respect de Liesl Tommy : James Cleveland
- Prochainement : I Hate Kids

#### Jeu vidéo
- 2013 : Grand Theft Auto V : un habitant (le coiffeur de Bob Mulét)